# 1889—1890年流感大流行

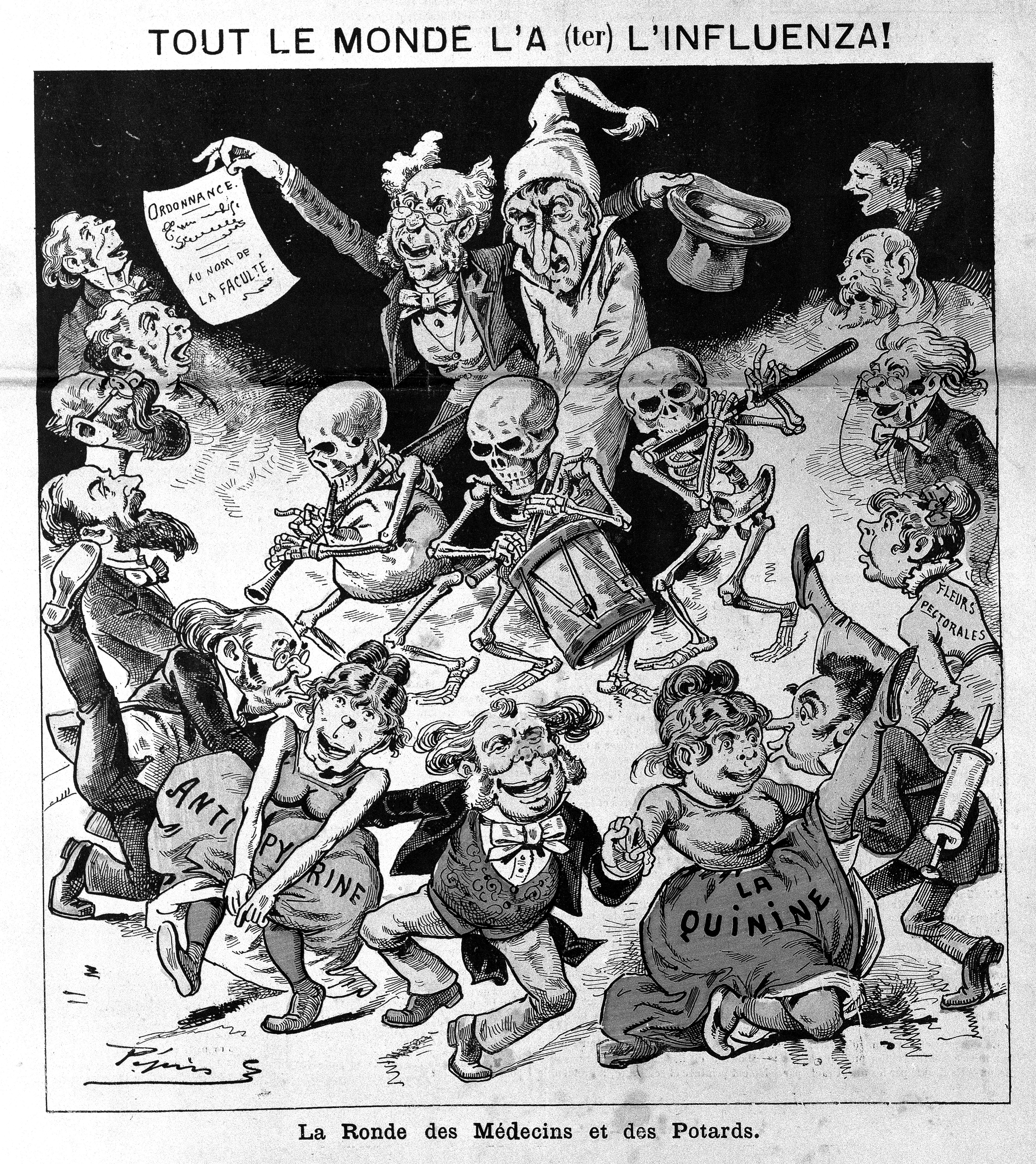
俄国流感的宣传画（1890年1月）

1889—1890年流感大流行（英語：1889–1890 flu pandemic），又称“俄国流感（Russian flu）”，是指于1889年爆发的一次流感大流行。最主要的一波疫情发生于1889年-1890年，此后1890年-1892年又发生了两波较大规模的疫情。此次大流行共造成了全球约100万人死亡，是历史上致死人数最多的流行病之一，也是十九世纪最严重的疫情之一。
1889年5月，该病最早在俄罗斯帝国位于中亚地区的布哈拉被发现，与此同时加拿大、格林兰岛等地也有疫情报告。俄国当地的大规模铁路建设加重了疫情。1889年10月，该流感传播到了圣彼得堡、莫斯科，并沿着铁路线传播到了欧洲大陆。1890年初，流感传播到了美国，纽约、波士顿等地相继爆发疫情，共造成约13000名美国人死亡。
该病的致病病原不明确， 有研究认为是H2N2流感病毒，有研究认为是H3N8流感病毒，也有研究人员认为俄国流感可能是OC43冠状病毒造成的。